# María Pilar de Molina
María del Pilar de Molina Pérez (n. Valencia), fue una escritora española de más de 115 novelas entre 1943 y 1987, algunas de sus novelas fueron traducidas al portugués. Escribió novelas rosas como María Pilar de Molina, Laura Luján y Miriam Bru, así como literatura erótica bajo los seudónimos de Sheila Ford, Molper Houston, Tom Kalper y Mery Wan.

## Biografía

### Como María Pilar de Molina
- Y al fin	(1943)
- Cisne de bronce	(1947)
- El beso decisivo	(1948)
- Un marido de ocasión	(1948)
- ¡Volver a soñar!	(1949)
- ¡¡Resucitar!!	(1950)
- ¡Robó… su corazón!	(1950)
- Entre dos abismos	(1950)
- Idilio en las cumbres	(1950)
- Kadú, la salvaje	(1950)
- El destino nos une	(1952)
- El ídolo	(1952)
- La audaz	(1952)
- La verdadera senda	(1952)
- ¡El paraíso eres tú!	(1953)
- El camino soñado	(1953)
- De corazón a corazón	(1954)
- El intruso	(1954)
- La ambiciosa	(1954)
- ¡Por tu amor!	(1955)
- Amor por aventura	(1955)
- Angustioso deber	(1955)
- Buscando la dicha	(1955)
- Clivia	(1955)
- El enigma	(1955)
- Enemigos	(1955)
- Rendición	(1955)
- Su ideal	(1955)
- Tu esclavo	(1955)
- Volver al ayer	(1955)
- ¡Dueña mía!	(1956)
- ¡Liberación!	(1956)
- Grace	(1956)
- Media noche	(1956)
- Música a las doce	(1956)
- Novio provisional	(1956)
- Pacto peligroso	(1956)
- Rebelde al amor	(1956)
- Sucedió en primavera	(1956)
- Adorable chiflada	(1957)
- Corazón voluble	(1957)
- Juego prohibido	(1957)
- Llovida de las nubes	(1957)
- Nacido del odio	(1957)
- No quiero verte	(1957)
- Perla	(1957)
- Reina del Caribe	(1957)
- Siempre contigo	(1957)
- ¡Mi mujer!	(1958)
- El hombre de su destino	(1958)
- Fracasado proyecto	(1958)
- Un hombre rudo	(1958)
- Séptimo arte: Guía profesional del espectáculo	(1975)

### Como Sheila Ford
- Semilla de pasión	(1977)
- Diplomada en sexología	(1978)
- Estopa y fuego	(1978)
- La Cenicienta erótica	(1978)
- Nacida hembra	(1978)
- Sexo loco	(1978)
- Vacaciones ardientes	(1978)
- Venganza hecha placer	(1978)
- El derecho al placer	(1978)
- La llama del deseo	(1978)
- Ardiente aventura	(1978)
- El poder del deseo	(1978)
- Gigi el ardoroso	(1978)
- La procaz	(1978)
- Lección de sexo	(1978)
- Erotísima	(1978)
- Un hombre de alquiler	(1979)

### Como Molper Houston
- Lo que mueve el mundo	(1978)
- Lo insólito	(1979)
- Polvo salvaje	(1980)
- Solamente una vez	(1981)

### Como Tom Kalper
- Huellas de hembra	(1979)
- Ingenua y ardiente	(1979)
- Violar un Adán	(1979)
- Ansia de placer	(1980)
- El festival del sexo	(1980)
- El impotente	(1980)
- El insaciable	(1980)
- Fiebre sexual	(1980)
- La esquina del placer	(1980)
- Los buenos recuerdos	(1980)
- Manantial de deseo	(1980)
- Marido de paja	(1980)
- Supermán erótico	(1980)

### Como Mery Wan
- El cascábel	(1980)
- El placer de los dioses	(1980)
- Erotismo para tres	(1980)
- Jill lujuría	(1980)
- La sirena ninfómana	(1980)
- Obsesión sexual	(1980)
- Ardiente intimidad	(1980)
- Algo peligroso	(1981)
- El capullo	(1981)
- El dulce nido	(1981)
- El fuego del amor	(1981)
- Especialmente suave	(1981)
- Juegos de cama	(1981)
- Pura de día…	(1981)
- Sin fallar	(1981)
- Fascinación	(1981)
- La ardiente cadena	(1981)

### Como Laura Luján
- Amor loco, ciego amor	(1982)
- Casta maldita	(1983)
- Amarga cobardía	(1983)
- La cima y el abismo	(1983)
- Un torrente de pasión	(1983)
- La tortura de tu amor	(1987)

### Como Miriam Bru
- Su ídolo	(1983)
- Un nuevo amanecer	(1983)
- Al final del arco iris	(1983)
- El falso paraíso	(1983)
- El ídolo de barro	(1984)
- La fuerza del amor	(1984)
- Vidas cruzadas	(1984)
- Amor de locura	(1984)
- La aventura del amor	(1984)